# Bancroft (Mondkrater)
Bancroft ist ein kleiner, runder und schüsselförmiger Einschlagkrater südwestlich des Kraters Archimedes im Mare Imbrium.
Vom Rand von Bancroft aus verläuft eine breite, flache Vertiefung in südöstlicher Richtung bis zum Archimedes-Gebirge. Im Südwesten und Westen des Kraters weist das Ufer des Mondmeers einige Risse auf.
Ehe Bancroft im Jahre 1976 durch die IAU seinen Eigennamen erhielt, war er als Archimedes A bekannt.